# 是政イネオ
是政 イネオ（これまさ いねお、1977年（昭和52年）2月14日 - ）は、ラジオパーソナリティ、ナレーター、ミュージシャン、プロデューサー、演出家。血液型はO型。

## エピソード
- かつて19歳の春、氏が気に入っていたAM・TBSラジオ「宮川賢の誰なんだお前は?!」という人気番組出会い、ラジオの面白さを知る。
- 当時はネット環境もなく、ラジカセに録音したラジオ真似のテープを聴き、ラジオごっこを楽しんでいた。
- かつてFM西東京からお誘いがあったが断ったというかうやむやにしたことがある。
- バカボン鬼塚や宮川賢のファンであり、バカボン鬼塚に至ってはこっそりラジオの逆電コーナーで何度か出演している。

## 関連人物
- 音声（嫁川）（RADIOTHEPOP）RADIOTHEPOP　を参照。
- 4（4R）(ぶっ壊れラジオ)  ぶっ壊れラジオ！
- 宮川賢
- バカボン鬼塚